# Komunální volby v Maďarsku 2024
Komunální volby do obecních a župních zastupitelstev se v Maďarsku uskutečnily v neděli 9. června 2024. Ve stejném termínu zároveň proběhly i volby do Evropského parlamentu.

## Hlavní město Budapešť

### Přímá volba primátora
| Č.               | Portrét                | Kandidát                        | Strana                          | Podporující subjekty | Hlasy   | Hlasy | Výsledek | Zdroj       |
| Č.               | Portrét                | Kandidát                        | Strana                          | Podporující subjekty | Počet   | %     | Výsledek | Zdroj       |
| ---------------- | ---------------------- | ------------------------------- | ------------------------------- | --- | ------- | ----- | -------- | ----------- |
| 4.               | Gergely Karácsony      | Gergely Karácsony (* 1975)      | Dialog – Strana zelených        | Dialog – Strana zelených, Demokratická koalice, Maďarská socialistická strana, Momentum Mozgalom                                                         | 371 538 | 47,53 | Ano      | [ 1 ] [ 2 ] |
| 2.               | Dávid Vitézy           | Dávid Vitézy (* 1985)           | nestraník                       | Vitézy Dáviddal Budapestért, LMP – Zelená strana Maďarska, Jobbik – Konzervativci, Fidesz – Maďarská občanská unie, Křesťanskodemokratická lidová strana | 371 245 | 47,49 | Ne       | [ 3 ]       |
| 1.               |                        | András Grundtner (* 1972)       | Hnutí Naše vlast                | Hnutí Naše vlast | 38 984  | 4,99  | Ne       | [ 4 ]       |
| (3.)             | Alexandra Szentkirályi | Alexandra Szentkirályi (* 1987) | Fidesz – Maďarská občanská unie | Fidesz – Maďarská občanská unie, Křesťanskodemokratická lidová strana                                                                                    | 0       | 0,00  | Ne       | [ 5 ] [ 6 ] |
| —                | Koloman Brenner        | Koloman Brenner (* 1968)        | Jobbik – Konzervativci          | Jobbik – Konzervativci | —       | —     | Ne       | [ 7 ] [ 8 ] |
| Neplatné hlasy   | Neplatné hlasy         | Neplatné hlasy                  | Neplatné hlasy                  | Neplatné hlasy | 24 548  |       |          |             |
| Platné hlasy     | Platné hlasy           | Platné hlasy                    | Platné hlasy                    | Platné hlasy | 781 767 |       |          |             |
| Celkem hlasovalo | Celkem hlasovalo       | Celkem hlasovalo                | Celkem hlasovalo                | Celkem hlasovalo | 806 315 |       | ZDROJ    | ZDROJ       |

#### Průzkumy veřejného mínění
| Nézőpont        | 7. červen 2024              | 500   | 45% | –   | 52% | 3% | –  | –   |
| Publicus        | 4. – 6. červen 2024         | 1,042 | 50% | –   | 47% | 3% | –  | –   |
| Publicus        | 4. – 6. červen 2024         | 1,042 | 64% | 32% | –   | 3% | –  | –   |
| Publicus        | 4. – 6. červen 2024         | 1,042 | 50% | 20% | 28% | 2% | –  | –   |
| Századvég       | 30. květen – 4. červen 2024 | 1000  | 42% | –   | 48% | 4% | –  | 6%  |
| Századvég       | 30. květen – 4. červen 2024 | 1000  | 40% | 28% | 27% | 2% | –  | 3%  |
| Medián          | 17. – 22. květen 2024       | 1000  | 46% | 26% | 24% | 4% | –  | 0%  |
| Republikon      | 7. – 10. květen 2024        | 800   | 40% | 30% | 25% | 3% | –  | 2%  |
| Publicus        | 6. – 10. květen 2024        | 1055  | 46% | 19% | 23% | 3% | –  | 9%  |
| Závecz Research | 15. – 21. duben 2024        | ?     | 38% | 16% | 22% | 1% | –  | 23% |
| Pulzus          | 19. – 21. březen 2024       | 500   | 39% | 16% | 22% | 2% | 1% | 20% |

### Přímá volba starostů městských obvodů
- I. obvod: 44,99% – László Böröcz (Fidesz–KDNP)
- II. obvod: 69,72% – Gergely Őrsi (Párbeszéd, MSZP, LMP, Momentum, DK)
- III. obvod: 47,11% – László Kiss (DK, MSZP, Momentum, Párbeszéd, Jobbik, LMP)
- IV. obvod: 46,90% – Norbert Trippon (DK, MSZP, Momentum, Párbeszéd, Jobbik, LMP)
- V. obvod: 54,21% – Péter Szentgyörgyvölgyi (Fidesz–KDNP)
- VI. obvod: 66,37% – Tamás Soproni (Momentum)
- VII. obvod: 35,46% – Péter Niedermüller (DK, MSZP, Momentum, Párbeszéd)
- VIII. obvod: 48,86% – András Pikó (Civilek Józsefvárosért Egyesület, Momentum, DK, Párbeszéd, LMP, Szikra Mozgalom)
- IX. obvod: 43,75% – Krisztina Baranyi (BKFE, Momentum, MKKP, LMP, Párbeszéd)
- X. obvod: 49,15% – Róbert Antal D. Kovács (Fidesz–KDNP)
- XI. obvod: 46,80% – Imre László (DK, MSZP, Momentum, Párbeszéd, LMP)
- XII. obvod: 53,64% – Gergely Kovács (MKKP)
- XIII. obvod: 77,80% – József Tóth (MSZP, DK, Momentum, Párbeszéd, XIII. Kerületi Lokálpatrióták)
- XIV. obvod: 36,61% – András Rózsa (Momentum)
- XV. obvod: 47,49% – Angéla Cserdiné Németh (DK, Jobbik, LMP, MSZP, Momentum, Párbeszéd)
- XVI. obvod: 56,07% – Péter Kovács (Fidesz–KDNP, A Magyar Vállalkozók és Munkaadók Pártja)
- XVII. obvod: 44,58% – Tamás Horváth (Fidesz–KDNP)
- XVIII. obvod: 51,53% – Sándor Szaniszló (DK, Momentum, MSZP, Párbeszéd, Jobbik)
- XIX. obvod: 56,75% – Péter Gajda (MSZP, Momentum, DK, Párbeszéd, LMP)
- XX. obvod: 49,60% – Ákos Szabados (nezávislý, podpora Fidesz–KDNP)
- XXI. obvod: 67,39% – Lénárd Borbély (Közösen Csepelért Polgári Egyesület - Borbély Lénárd Csapata)
- XXII. obvod: 44,81% – Ferenc Karsay (Fidesz–KDNP)
- XXIII. obvod: 51,53% – Ferenc Bese (nezávislý, podpora Fidesz–KDNP)

### Zastupitelstvo města

#### Kandidáti
| Fidesz – KDNP | DK – MSZP – PM | MOMO | TISZA |
| --- | --- | --- | --- |
| 1. Alexandra Szentkirályi 2. Botond Sára 3. László Böröcz 4. Franciska Janó-Veilandics 5. Piroska Varga Zsoltné Szalai 6. Dániel Szécsényi 7. Zoltán Havasi 8. Krisztián Ádám Sinkovics 9. Béla Radics 10. Péter Böjthe 11. Bence István György 12. Tamás Elekes 13. Réka Kamilla Tóth 14. Attila Sándor Szarvas 15. Demeter Szilágyi 16. Andrea Gyurákovics 17. Péter Kun-Gazda 18. Ádám Gyepes 19. Mihály Károly Takaró 20. Zoltán Dudás | 1. Gergely Karácsony 2. Sándor Szaniszló 3. Kata Tüttő 4. Richárd Barabás 5. Tibor Déri 6. András Béres 7. Dorottya Keszthelyi 8. Csaba Horváth 9. Attila Jószai 10. Zita Bakai-Nagy 11. Zoltán Bodnár 12. Károly Lukoczki 13. Gábor Nemes 14. Andrea Hanna Sólyomfi 15. Richárd György Nagy 16. Péter Gajda 17. Géza Zoltán Mustó 18. Ferenc Csizmazia 19. Márton Kovács 20. Katalin Fekete | 1. Anna Donáth 2. Tamás István Soproni 3. Gábor Havasi 4. Gábor Kerpel-Fronius 5. Tünde Szkaliczki 6. Eszter Kabos 7. Dániel Berg 8. Dániel Rádai 9. Bálint Gergely 10. Diána Stemler 11. András Ferenc Dukán 12. Csaba Sándor Farkas 13. Andrea Kerekes 14. Márton Pataki 15. Áron Iker 16. Koppány Bendegúz Szarvas 17. Zsófia Naszádos 18. Zalán Portik 19. Patrik Lengyel 20. Péter Tamás Szaló | 1. Péter Magyar 2. Eszter Ordas 3. Áron Somerville Porcher 4. Szilvia Böröck-Gémes 5. Judit Annamária Barna 6. György Bovier 7. András Kulja 8. Eszter Lakos 9. Gabriella Gerzsenyi 10. Kinga Kollár 11. Andrea Anna Bujdosó 12. Dániel Molnár 13. Árpád István Orbán 14. Balázs Balogh |

| VDB – LMP | Mi Hazánk | MKKP | MMP              |
| --- | --- | --- | ---------------- |
| 1. Dávid Vitézy 2. József Gál 3. Anna Margit Szilágyi 4. Dávid Merker 5. Anna Süveg 6. Márton Barta 7. Borbála Hutiray 8. Can Togay 9. János Balázs Kocsis 10. Katalin Szabó-Kellner 11. Bálint Dományi 12. László Heltai 13. Orsolya Megellai 14. Gergely Horn 15. Balázs Édes 16. Zsolt Krisztián Varga 17. Izabella Fekete 18. Pál Nényei 19. Tas Tóbiás 20. Attila Vida | 1. András Grundtner 2. Csongor Vékony 3. Csaba Balog 4. Tibor Pajor 5. Károly Kvacskay 6. András Bartal 7. Csaba Binder 8. János Czeglédi 9. Attila Merha 10. József Juhász 11. Zoltán József Tóth 12. Patrik Szecsődi 13. Anna Balogné Marosvölgyi 14. Attila Nagy 15. Attila Kovács 16. Mónika Árendás 17. György Ébl 18. László Fazekas 19. István Zsolt Zahuczki 20. Sándor Szabó | 1. Krisztina Baranyi 2. Gergely Kovács 3. Zsuzsanna Döme 4. Dávid Nagy 5. Zoltán Bürger 6. Tekla Kocsik 7. Kitti Ignáth 8. Miklós Mendly 9. Dávid Kovács 10. Gyöngyi Nánásiné Abonyi 11. Zoltán Várady 12. Péter Győrffy 13. Norbert Ferancz 14. Kornél Kiss 15. Krisztina Kazinczy | 1. Gyula Thürmer |

#### Průzkumy veřejného mínění
| Datum                 | Agentura | Vzorek |                     | DK–MSZP–PM | DK–MSZP–PM | DK–MSZP–PM | MoMo | –VDB | MHM | MKKP | TISZA | Ostatní |   |   |    |   |
| Datum                 | Agentura | Vzorek | DK                  | MSZP       | PM         |            | MoMo | –VDB | MHM | MKKP | TISZA | Ostatní |   |   |    |   |
| --------------------- | -------- | ------ | ------------------- | ---------- | ---------- | ---------- | ---- | ---- | --- | ---- | ----- | ------- | - | - | -- | - |
| Datum                 | Agentura | Vzorek | 4. – 6. červen 2024 | Publicus   | 1042       | 24         | 23   | 23   | 23  | 7    | 16    | Ostatní | 1 | 9 | 20 | 1 |
| 23. – 25. květen 2024 | Medián   | 1000   | 29                  | 20         | 20         | 20         | 5    | 11   | 3   | 8    | 24    | –       |   |   |    |   |
| 17. – 22. květen 2024 | Medián   | 1000   | 31                  | 23         | 23         | 23         | 6    | 7    | 4   | 12   | 16    | 1       |   |   |    |   |

#### Výsledky voleb
| Politický subjekt | Politický subjekt | Počet kandidátů | Lídr(yně) kandidátky   | Hlasy   | Hlasy | Mandáty | Mandáty |
| Politický subjekt | Politický subjekt | Počet kandidátů | Lídr(yně) kandidátky   | počet   | %     | počet   | %       |
| ----------------- | ----------------- | --------------- | ---------------------- | ------- | ----- | ------- | ------- |
|                   | Fidesz – KDNP     | 96              | Alexandra Szentkirályi | 227 285 | 28,69 | 10      | 31,25   |
|                   | TISZA             | 14              | Péter Magyar           | 216 609 | 27,34 | 10      | 31,25   |
|                   | DK – MSZP – PM    | 69              | Gergely Karácsony      | 131 696 | 16,62 | 6       | 18,75   |
|                   | VDB–LMP           | 32              | Dávid Vitézy           | 80 402  | 10,15 | 3       | 9,36    |
|                   | MKKP              | 15              | Krisztina Baranyi      | 62 541  | 7,98  | 3       | 9,36    |
|                   | MoMo              | 31              | Anna Donáth            | 39 471  | 4,98  | 0       | 0       |
|                   | Mi Hazánk         | 32              | András Grundtner       | 30 208  | 3,81  | 0       | 0       |
|                   | neplatné hlasy    | neplatné hlasy  | neplatné hlasy         | 13 743  |       | —       | —       |
| CELKEM            | CELKEM            | CELKEM          | CELKEM                 | 806 035 | 100   | 32      | 100     |

## Přímá volba starostů ve městech s župním právem
- Baja:	47,95% – Bernadett Kámánné Bari (Fidesz–KDNP)
- Békéscsaba: 61,73% – Péter Szarvas (Hajrá Békéscsaba Egyesület)
- Debrecen: 48,39% – László Papp (Fidesz–KDNP)
- Dunaújváros: 67,78% – Tamás Pintér (Rajta Újváros! Egyesület)
- Eger: 35,51% – Ákos Vágner (Fidesz–KDNP)
- Esztergom: 70,33% – Ádám Hernádi (Fidesz–KDNP)
- Érd: 61,26% – László Csőzik (Szövetség Érdért, MSZP, DK)
- Győr: 31,15% – Bence Pintér (Tiszta Szívvel a Városért Egyesület, Momentum, LMP)
- Hódmezővásárhely: 55,10% – Péter Márki-Zay (MMN)
- Kaposvár: 52,10% – Károly Szita (Fidesz–KDNP)
- Kecskemét: 41,89%	– Klaudia Szemereyné Pataki (Fidesz–KDNP)
- Miskolc: 40,20% –	József Tóth-Szántai (Pont Mi - Lokálpatrióták Egyesülete, Fidesz–KDNP)
- Nagykanizsa: 47,86% – Horváth Jácint (Éljen VárosuNk Egyesület, DK, MSZP, Momentum, LMP, Jobbik)
- Nyíregyháza: 45,90% –	Ferenc Kovács (Fidesz–KDNP)
- Pécs: 46,05% – Attila Péterffy (Pécs Jövőjéért Egyesület, DK, MSZP, Momentum, Párbeszéd, Forum Sopianae)
- Salgótarján: 46,58% – Bálint Kreicsi (Hajrá Salgótarján! Egyesület, Fidesz–KDNP)
- Sopron: 50,84% – Ciprián Farkas (Fidesz–KDNP)
- Szeged: 67,74% – László Botka (Összefogás Szegedért Egyesület, MSZP, Jobbik, DK)
- Székesfehérvár: 74,11% – AndrásCser-Palkovics (Fidesz–KDNP)
- Szekszárd: 54,03% – Attila Berlinger (Fidesz–KDNP)
- Szolnok: 39,90% –	Mihály Győrfi (Tegyünk Szolnokért Egyesület, Jobbik, Momentum, MSZP, DK, Párbeszéd)
- Szombathely: 64,92% – András Nemény (Éljen Szombathely! Egyesület, MSZP, Momentum, DK, Párbeszéd, MMN)
- Tatabánya: 50,14% – Ilona Szücsné Posztovics (Többségben Tatabányáért, DK, Momentum, Párbeszéd, LMP, MSZP, Nép Pártján)
- Veszprém:	47,55% – Gyula Porga (Fidesz–KDNP)
- Zalaegerszeg:	73,08% – Zoltán Balaicz (Fidesz–KDNP)

## Župní zastupitelstva

### Kandidující subjekty
| Župa                   | Fidesz – KDNP | DK | Mi Hazánk | MOMO | MSZP | LMP | Jobbik | NP | MKKP | 2RK |
| Baranya                | X             | X  | X         | X    | X    | X   | –      | –  | –    | –   |
| Bács-Kiskun            | X             | X  | X         | X    | X    | –   | –      | –  | –    | –   |
| Békés                  | X             | X  | X         | X    | X    | –   | –      | –  | –    | –   |
| Borsod-Abaúj-Zemplén   | X             | X  | X         | X    | X    | –   | –      | –  | –    | –   |
| Csongrád-Csanád        | X             | X  | X         | X    | X    | –   | –      | –  | –    | –   |
| Fejér                  | X             | X  | X         | X    | –    | –   | –      | –  | X    | –   |
| Győr-Moson-Sopron      | X             | X  | X         | X    | –    | –   | –      | –  | –    | –   |
| Hajdú-Bihar            | X             | X  | X         | X    | X    | –   | –      | –  | –    | –   |
| Heves                  | X             | X  | X         | X    | –    | –   | X      | –  | –    | X   |
| Jász-Nagykun-Szolnok   | X             | X  | X         | X    | X    | X   | X      | –  | –    | –   |
| Komárom-Esztergom      | X             | X  | X         | X    | X    | –   | –      | –  | –    | –   |
| Nógrád                 | X             | X  | X         | X    | X    | X   | –      | X  | –    | –   |
| Pest                   | X             | X  | X         | X    | –    | –   | –      | –  | –    | –   |
| Somogy                 | X             | X  | X         | –    | –    | –   | –      | –  | –    | –   |
| Szabolcs-Szatmár-Bereg | X             | X  | X         | –    | –    | –   | –      | –  | –    | –   |
| Tolna                  | X             | X  | X         | X    | X    | X   | –      | –  | –    | –   |
| Vas                    | X             | X  | X         | X    | X    | X   | –      | –  | –    | –   |
| Veszprém               | X             | X  | X         | X    | X    | X   | X      | –  | –    | –   |
| Zala                   | X             | X  | X         | X    | –    | –   | –      | –  | –    | –   |
| Celkem                 | 19            | 19 | 19        | 17   | 12   | 6   | 3      | 1  | 1    | 1   |

### Výsledky voleb
| Přerozdělení mandátů v jednotlivých župních sněmech | Přerozdělení mandátů v jednotlivých župních sněmech | Přerozdělení mandátů v jednotlivých župních sněmech | Přerozdělení mandátů v jednotlivých župních sněmech | Přerozdělení mandátů v jednotlivých župních sněmech | Přerozdělení mandátů v jednotlivých župních sněmech | Přerozdělení mandátů v jednotlivých župních sněmech | Přerozdělení mandátů v jednotlivých župních sněmech | Přerozdělení mandátů v jednotlivých župních sněmech | Přerozdělení mandátů v jednotlivých župních sněmech | Přerozdělení mandátů v jednotlivých župních sněmech | Přerozdělení mandátů v jednotlivých župních sněmech | Přerozdělení mandátů v jednotlivých župních sněmech | Přerozdělení mandátů v jednotlivých župních sněmech | Přerozdělení mandátů v jednotlivých župních sněmech | Přerozdělení mandátů v jednotlivých župních sněmech | Přerozdělení mandátů v jednotlivých župních sněmech | Přerozdělení mandátů v jednotlivých župních sněmech | Přerozdělení mandátů v jednotlivých župních sněmech | Přerozdělení mandátů v jednotlivých župních sněmech | Přerozdělení mandátů v jednotlivých župních sněmech | Přerozdělení mandátů v jednotlivých župních sněmech | Přerozdělení mandátů v jednotlivých župních sněmech |
| --------------------------------------------------- | --------------------------------------------------- | --------------------------------------------------- | --------------------------------------------------- | --------------------------------------------------- | --------------------------------------------------- | --------------------------------------------------- | --------------------------------------------------- | --------------------------------------------------- | --------------------------------------------------- | --------------------------------------------------- | --------------------------------------------------- | --------------------------------------------------- | --------------------------------------------------- | --------------------------------------------------- | --------------------------------------------------- | --------------------------------------------------- | --------------------------------------------------- | --------------------------------------------------- | --------------------------------------------------- | --------------------------------------------------- | --------------------------------------------------- | --------------------------------------------------- |
| Velikost sněmu                                      | Velikost sněmu                                      | Velikost sněmu                                      | 18                                                  | 23                                                  | 16                                                  | 28                                                  | 19                                                  | 20                                                  | 22                                                  | 24                                                  | 15                                                  | 18                                                  | 15                                                  | 15                                                  | 46                                                  | 15                                                  | 25                                                  | 15                                                  | 15                                                  | 17                                                  | 15                                                  | 381                                                 |
| #.                                                  | Kandidátní listina                                  | Kandidátní listina                                  | BAR                                                 | BKK                                                 | BÉK                                                 | BAZ                                                 | CSN                                                 | FEJ                                                 | GYS                                                 | HJB                                                 | HEV                                                 | JNS                                                 | KME                                                 | NÓG                                                 | PES                                                 | SOM                                                 | SZB                                                 | TOL                                                 | VAS                                                 | VES                                                 | ZAL                                                 | ∑                                                   |
| 1.                                                  |                                                     | Fidesz–KDNP                                         | 12                                                  | 14                                                  | 9                                                   | 17                                                  | 10                                                  | 11                                                  | 13                                                  | 15                                                  | 9                                                   | 11                                                  | 8                                                   | 10                                                  | 21                                                  | 9                                                   | 17                                                  | 11                                                  | 10                                                  | 11                                                  | 9                                                   | 227                                                 |
| 2.                                                  |                                                     | Mi Hazánk                                           | 2                                                   | 5                                                   | 3                                                   | 5                                                   | 5                                                   | 3                                                   | 4                                                   | 4                                                   | 2                                                   | 3                                                   | 2                                                   | 3                                                   | 8                                                   | 1                                                   | 4                                                   | 2                                                   | 2                                                   | 2                                                   | 2                                                   | 62                                                  |
| 3.                                                  |                                                     | DK                                                  | 2                                                   | 2                                                   | 2                                                   | 3                                                   | 2                                                   | 2                                                   | 2                                                   | 2                                                   | 2                                                   | 2                                                   | 2                                                   | 1                                                   | 7                                                   | 1                                                   | 2                                                   | 1                                                   | 1                                                   | 2                                                   | 2                                                   | 40                                                  |
| 4.                                                  |                                                     | Momentum                                            | 1                                                   | 2                                                   | 2                                                   | 2                                                   | 2                                                   | 1                                                   | 3                                                   | 3                                                   | 1                                                   | 1                                                   | 2                                                   | 1                                                   | 10                                                  |                                                     |                                                     | 1                                                   | 1                                                   | 2                                                   | 2                                                   | 37                                                  |
| 5.                                                  |                                                     | MKKP                                                |                                                     |                                                     |                                                     |                                                     |                                                     | 2                                                   |                                                     |                                                     |                                                     |                                                     |                                                     |                                                     |                                                     |                                                     |                                                     |                                                     |                                                     |                                                     |                                                     | 2                                                   |
| 5.                                                  |                                                     | Jobbik                                              |                                                     |                                                     |                                                     |                                                     |                                                     |                                                     |                                                     |                                                     | 1                                                   | 1                                                   |                                                     |                                                     |                                                     |                                                     |                                                     |                                                     |                                                     |                                                     |                                                     | 2                                                   |
| 7.                                                  |                                                     | MSZP                                                |                                                     |                                                     |                                                     | 1                                                   |                                                     |                                                     |                                                     |                                                     |                                                     |                                                     |                                                     |                                                     |                                                     |                                                     |                                                     |                                                     |                                                     |                                                     |                                                     | 1                                                   |
|                                                     |                                                     |                                                     |                                                     |                                                     |                                                     |                                                     |                                                     |                                                     |                                                     |                                                     |                                                     |                                                     |                                                     |                                                     |                                                     |                                                     |                                                     |                                                     |                                                     |                                                     |                                                     |                                                     |
| Lokální politické subjekty                          | Lokální politické subjekty                          | Lokální politické subjekty                          | 1                                                   |                                                     |                                                     |                                                     |                                                     | 1                                                   |                                                     |                                                     |                                                     |                                                     | 1                                                   |                                                     |                                                     | 3                                                   | 2                                                   |                                                     | 1                                                   |                                                     |                                                     | 10                                                  |
| Lokální politické subjekty                          | Lokální politické subjekty                          | Lokální politické subjekty                          | 1                                                   | 1                                                   |                                                     |                                                     |                                                     | 1                                                   |                                                     |                                                     |                                                     |                                                     | 1                                                   |                                                     |                                                     |                                                     | 2                                                   |                                                     | 1                                                   |                                                     |                                                     | 10                                                  |